# Horváth Zoltán (kosárlabdázó, 1979)
Horváth Zoltán (Szatmárnémeti, 1979. szeptember 27. – Szombathely, 2009. december 28.) válogatott kosárlabda játékos.

## Karrierje
Pályafutását a ZTE KK csapatában kezdte, majd a B csoportban a Veszprémi Egyetem SC csapatába került. 2003-ban átigazolt az akkor még B csoportra készülő PVSK-Panthers együtteséhez, akik azonban a Szedeák visszalépése miatt végül az A csoportban indultak. A pécsi csapatnál két év alatt komoly fejlődésen esett át, 2005-ben pályára lépett a magyar válogatott színeiben az Európa-bajnoki selejtezőkben, és átigazolt a bajnok Atomerőmű SE csapatába.
A két paksi év alatt tovább fejlődött, a második évben az EuroCup keretében nemzetközi klubtapasztalatra is szert tett, és a válogatottban is egyre komolyabb szerepet kapott. 2008-ban átigazolt a PAOK Szaloniki csapatába, ahol azonban nem lépett pályára az EuroCup sorozatban, és még az év vége előtt visszatért a szezon végéig Paksra. A csapattal 2006-ban bajnok, 2009-ben kupagyőztes lett.
2009-ben a Falco KC Szombathely csapatához szerződött. A 2009–2010-es bajnokságban 21 pontos átlagával a liga egyik legeredményesebb játékosa volt, amikor 2009. december 28.-án Sopronból Szombathely felé a jeges úton átcsúszott a gépkocsijával a szemközti sávba, ahol egy teherautóval frontálisan ütközött. Nem sokkal kórházba szállítása után veszítette életét.

## Emléke
Horváth Zoltán emlékére a Falco csapata visszavonultatta a 18-as mezszámot, és 2010 óta emléktornát rendeznek, melyen korábbi profi csapatai, a PVSK, az ASE és a Falco állandó résztvevők.

## Klubjai játékosként
- 2002-ig  ZTE KK
- 2002–2003  Veszprémi Egyetem SC (NB I/B)
- 2003–2005  PVSK-Panthers
- 2005–2007  Atomerőmű SE (2006 EuroCup)
- 2007  PAOK Szaloniki (EuroCup)
- 2007–2008  Atomerőmű SE
- 2008–2009  Falco KC Szombathely